# 王边疆
王边疆（1959年7月—），男，汉族，山东诸城人，中华人民共和国军事人物、政治人物，中国人民解放军少将，曾任中共辽宁省委常委、中国人民解放军辽宁省军区政治委员。